# توري لينز
دايستار بيترسون (من مواليد 27 يوليو 1992)، والمعروف باسم توري لينز (بالإنجليزية: Tory Lanez)‏، هو مغني راب ومغني وملحن ومنتج تسجيل كندي. عُرف مبدئيًا من شريط الأغاني، كونفليكت ماي سول: ذا 416 ستوري، الذي صدر في أغسطس 2013. في عام 2015، وقع توري لانيز على مع ماد لوف ريكوردز وهي شركة تسجيلات تابعة إلى بيني بلانكو من خلال تسجيلات إنترسكوب ريكوردز. أصدر توري لينز ألبومه الأول، آي تولد يو، في 19 أغسطس 2016، والذي تضمن الأغاني المنفردة «ساي إت» التي حققت المركز 23 و«لوف» التي حققت المركز 19 في ترتيب بيلبورد هوت 100، تم إصدار ألبومه الثاني، ميموريز دونت داي، في 2 مارس 2018. في 26 أكتوبر 2018، أصدر توري لينز ألبوم استوديو ثالث وهو لوف مي ناو؟.

## ديسكغرافيا
- آي تولد يو (2016)
- ميموريز دونت داي (2018)
- لوف مي ناو؟ (2018)
- تشيك تيْب 5 (2019)

## روابط خارجية
- توري لينز على موقع IMDb (الإنجليزية)
- توري لينز على موقع روتن توميتوز (الإنجليزية)
- توري لينز على موقع ميوزك برينز (الإنجليزية)
- توري لينز على موقع أول ميوزيك (الإنجليزية)
- توري لينز على موقع ديسكوغز (الإنجليزية)